# Лигенза, Николай Спитек
Николай Спитек Лигенза (пол. Mikołaj Spytek Ligęza; 1563 — август 1637, Домброва) — польский государственный деятель, каштелян чехувский (с 1590), староста жидачевский (с 1592) и бечский (с 1603), каштелян жарнувский (1613), староста ропчицкий (1614), каштелян сандомирский (1619—1637), полковник повятового войска Сандомирского воеводства (1624).

## Биография
Представитель польского дворянского рода Лигенза герба «Пулкозиц». Сын Николая Лигензы (1529—1603), каштеляна вислицкого, и Эльжбеты Иордан (ум. 1611). В 1590 году в возрасте 28 лет стал каштеляном чехувского. Также занимал посты старосты жидачевского (с 1592), старосты бечского (1603), каштеляна жарнувского (1613), старосты ропчицкого (1614) и каштеляна сандомирского (с 1619).
Николай Спитек Лигенза был дважды женат. Его первой женой стала Эльжбета Корманицкая (ум. 1602), дочь каштеляна чехувского Авктуса Корманицкого и Анны Липницкой. Его второй супругой стала София Красинская (ум. 1642), дочь воеводы плоцкого Станислава Красинского (1558—1617) и его второй жены Анны Миховской. Благодаря заключенному в 1584 году браку с Эльжбетой, вдовой Адама Жешовского, а затем покупке у остальных наследников, он к 1605 году стал владельцем всего Жешува и его окрестностей.

## Владения
Миколай Спитек Лигенза принадлежал к той части польского дворянства, которая несла в себе положительные черты своего сословия. Он оставил после себя репутацию хорошего фермера и щедрого основателя церквей, больниц и приютов для бедных и стариков (хотя он практиковал безжалостную феодальную эксплуатацию своего поместья и вступал в многочисленные конфликты с горожанами Беча). В Жешуве он основал монастырь бернардинцев и больницу для бедных, а в Глогуве — приходскую церковь с колокольней, больница для бедных и деревянная ратуша. Одной из его главных инвестиций был замок в Жешуве, который был построен в своем первоначальном виде в конце XVI века, а затем основательно расширен в 1620 году в стиле Палаццо-ин-Фортецца. В 1620-х годах Лигенза также укрепила близлежащие города, построив ряд земляных и деревянных крепостей, в том числе: в Мровле, Свильче, Красне и Маляве. Будучи старостой Беча, он позаботился о завершении работ по восстановлению городских укреплений, начатых его отцом. На основании королевского разрешения от 17 мая 1630 года он построил в Бече (на месте бывшего замка) монастырь и реформатскую церковь.

## Политическая деятельность
Владелец Жешува имел значительные политические амбиции. В 1616 году он был назначен постоянным сенатором. Он участвовал в сейме в качестве сенатора (особенно в период правления Сигизмунда III Вазы), и произносимые им речи считались современниками примером, достойным подражания. Он был известен как дальновидный и расчетливый политический советник. Поддерживая интересы последующих правителей, Николай Лигенза получила многочисленные льготы и привилегии для своих городов. Вероятно, «в благодарность» от короны он получил Глогув, а также многочисленные свободы после большого пожара в Жешуве в 1594 году. На сейме в Варшаве в январе 1635 года он представил предложение о подготовке коронной армии к борьбе со шведами и турками.

## Военные действия
Миколай Спитек Лигенза сражался со своим соседом и племянником Анджеем Лигензой, который дважды вторгался в Жешув (1603 г.), сжигая пригороды и захватывая замок. В отместку Николай разграбил имения своего родственника в Старониве и Звенчице. Конфликт, вероятно, возник в результате пограничного спора и был разрешен только решением земельного суда в Пшеворске, который вынес приговор в пользу Николая.
Каштелян сандомирский староста также воевал со знаменитым авантюристом из соседнего Ланьцута Станиславом Стадницким «Дьяволом» (1600—1605) и его сыном Владиславом (1617—1619)), которые разграбили Жешув во главе лисовчиков, непосредственной причиной конфликта было соперничество ярмарок в Жешуве и Ланьцуте. В 1624 году Николай Лигенза успешно защитил переправу через Вислоку в Жешуве от татарских войск.

## Смерть и раздел имущества
Николай Лигенза скончался в Домбровой-Тарновской в августе 1637 года в возрасте 75 лет. По его желанию он был похоронен под порогом костела бернардинцев в Жешуве. Поскольку его сыновья от брака с Эльжбетой Корманицкой умерли ещё в детстве, свое огромное по тем временам состояние он оставил двум своим дочерям от брака с Софьей Красинской — старшей, Софье (1616—1649), вышедшей замуж за князя Владислава Доминика Заславского-Острожского (1616—1656) в 1633 году, и младшей Констанции (1618—1648), с 1637 года жены Ежи Себастьяна Любомирского (1616—1667). Согласно подготовленному Лигензой акту о разделе, утвержденному в Кракове в 1631 году, Софья получила города Жешув (с замком), Гловув и Сендзишув, а также 34 деревни и 25 ферм (всего 351 феодальное владение), а Констанция получила только один строящийся замок, 25 деревень и 14 ферм (всего 130 земель). Поскольку Владислав Доминик Заславский оказался бедным зятем, Николай Лигенза в своем завещании от 4 августа 1637 года разрешил Констанции и её мужу отстаивать свои права против неравного раздела 1631 года. Сразу после смерти Лигензы князь Заславский вооружённо завладел Жешувом, Гловувом и Сендзишувом, предоставленными его жене, а также родовыми поместьями Лигензы Домброва и Гожице, которые принадлежали имению Констанции, но временно перешли к её матери как пожизненное имение. После того как последние имения были возвращены Заславским в 1638 году, по решению придворной комиссии, Ежи Себастьян Любомирский принял их в свою очередь в 1640 году и хранил их, возможно, до смерти тещи в 1642 году. Уже после смерти обеих сестер Лигенз (Констанции в 1648 году и Софии в 1649 году) в 1653 году Ежи Себастьян Любомирский добился от Владислава Доминика Заславского уступки своей части латифундия Николая Спитека Лигензы с Жешувом.